# Circuit intégré 7428

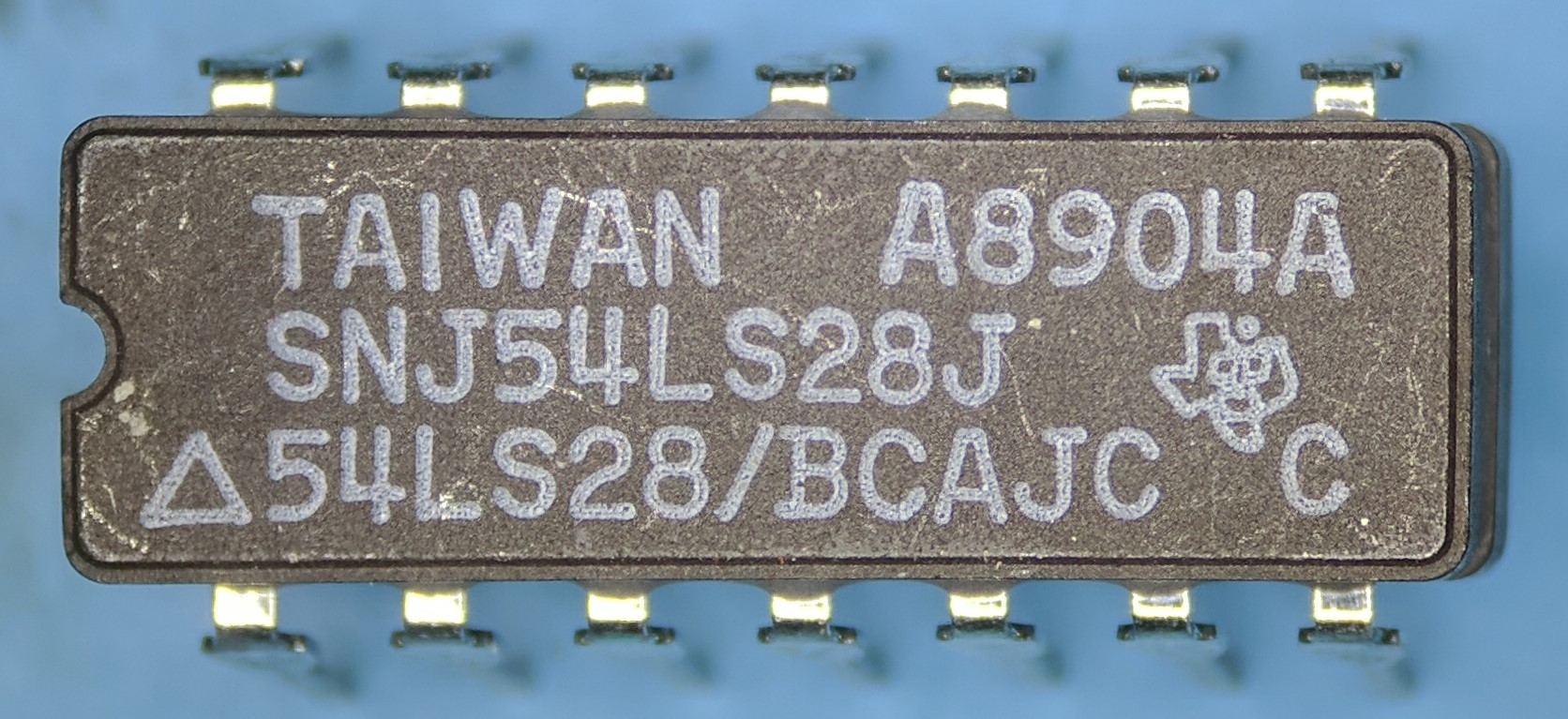
Circuit intégré 7428 (Texas Instruments SN54LS28J)

Brochage

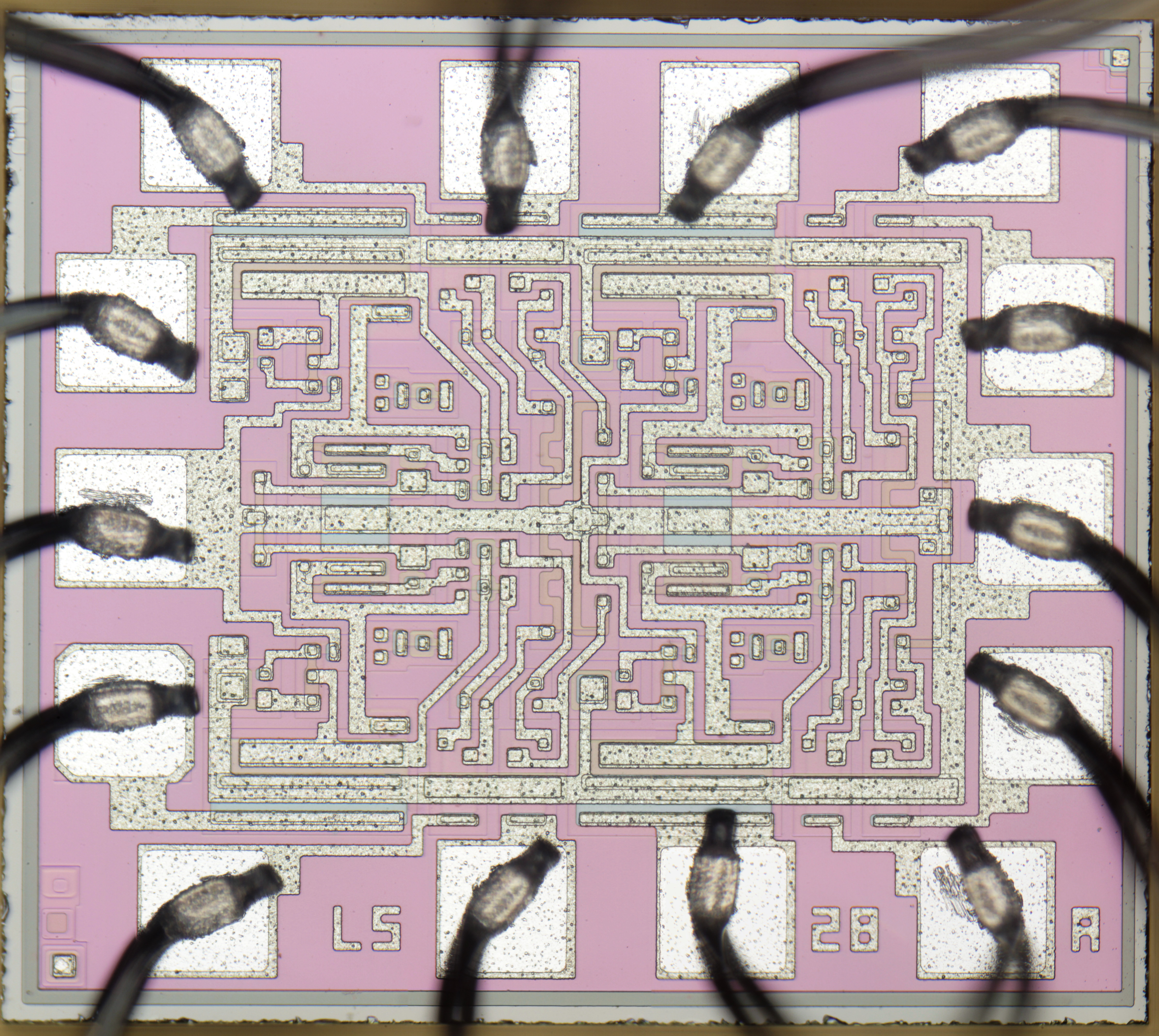
Die d'un 54LS28

Le circuit intégré 7428 fait partie de la série des circuits intégrés 7400 utilisant la technologie TTL.

Ce circuit est composé de quatre portes logiques indépendantes NON-OU à deux entrées avec buffer.